# Japheth Kimutai
Japheth Kimutai (Japheth Kimutai Butia; * 20. Dezember 1978 in Lelmokwo, Nandi District) ist ein ehemaliger kenianischer Mittelstreckenläufer, der sich auf die 800-Meter-Distanz spezialisiert hatte.
1994 in Lissabon wurde er Vizejuniorenweltmeister.
1998 siegte er bei den Afrikameisterschaften in Dakar und bei den Commonwealth Games in Kuala Lumpur. Im Jahr darauf wurde er Fünfter bei den Weltmeisterschaften 1999 in Sevilla und siegte bei den Panafrikanischen Spielen in Johannesburg.
Bei den Olympischen Spielen 2000 in Sydney erreichte er das Halbfinale. 2002 wurde er Fünfter bei den Commonwealth Games in Manchester, 2003 schied er bei den Weltmeisterschaften in Paris/Saint-Denis im Halbfinale aus.

## Bestzeiten
- 800 m: 1:42,69 min, 3. September 1999, Brüssel
  - Halle: 1:46,49 min, 15. Februar 2001, Stockholm
- 1000 m: 2:14,28 min, 1. August 2000, Stockholm
  - Halle: 2:18,61 min, 21. Februar 2001, Piräus
- 1500 m: 3:34,14 min, 13. Mai 2000, Osaka